# LNB Pro A 2020-2021
La LNB Pro A 2020-2021, nota come Jeep Élite 2020-2021 per ragioni di sponsorizzazioni, è la 99ª edizione del massimo campionato francese di pallacanestro maschile, la 33ª dalla creazione della LNB, la 16ª con la denominazione di Pro A.

## Stagione

### Novità
A causa della pandemia Covid-19, con conseguente cancellazione della stagione precedente, non sono state effettuate retrocessioni e promozioni. Le 18 squadre della stagione 2019-2020 prendono tutte parte al campionato attuale.

### Formula
La stagione regolare prevede che ogni squadra disputi 34 partite, 17 in casa e 17 in trasferta. Al termine di ogni giornata viene stabilita una classifica basata sul rapporto tra il numero di vittorie e il numero di partite giocate.
Al termine dell'andata, le squadre classificate dal primo all'ottavo posto si qualificano per la Leaders Cup. Questa competizione a eliminazione diretta si svolge durante il mese di Febbraio 2021, a Disneyland Paris.
Al termine della regular season, le prime otto squadre si qualificano per i playoff. I play-off prevedono i quarti di finale al meglio delle tre gare, le semifinali e le finali sono al meglio delle cinque gare. Il vincitore dei playoff è designato campione di Francia.

## Squadre partecipanti
| Squadra          | Stagione | Città            | Palazzetto                      | Stagione precedente |
| ---------------- | -------- | ---------------- | ------------------------------- | ------------------- |
| Boulazac         | ...      | Boulazac         | Il Palio                        | 15º posto in Pro A  |
| Metropolitans 92 | ...      | Levallois-Perret | Palais des Sports Marcel Cerdan | 4º posto in Pro A   |
| Bourg-en-Bresse  | ...      | Bourg-en-Bresse  | Ekinox                          | 5º posto in Pro A   |
| Élan Chalon      | ...      | Chalon-sur-Saône | Le Colisée                      | 12º posto in Pro A  |
| Châlons-Reims    | ...      | Reims            | Complexe Sportif René Tys       | 14º posto in Pro A  |
| Cholet           | ...      | Cholet           | La Meilleraie                   | 6º posto in Pro A   |
| Digione          | ...      | Digione          | JM Geoffroy Sports Palace       | 3º posto in Pro A   |
| BCM Gravelines   | ...      | Gravelines       | Sportica                        | 17º posto in Pro A  |
| Le Mans          | ...      | Le Mans          | Antarès                         | 9º posto in Pro A   |
| Le Portel        | ...      | Le Portel        | Le Chaudron                     | 18º posto in Pro A  |
| Limoges CSP      | ...      | Limoges          | Palais des sports de Beaublanc  | 8º posto in Pro A   |
| ASVEL            | dettagli | Villeurbanne     | Astroballe                      | 2º posto in Pro A   |
| Monaco           | dettagli | Monaco           | Salle Gaston Médecin            | 1º posto in Pro A   |
| Nanterre 92      | ...      | Nanterre         | Palais des Sports de Nanterre   | 7º posto in Pro A   |
| Orléans Loiret   | ...      | Orléans          | Palais des sports d'Orléans     | 13º posto in Pro A  |
| Pau-Lacq-Orthez  | ...      | Pau              | Palais des Sports               | 11º posto in Pro A  |
| Roanne           | ...      | Roanne           | Halle André Vacheresse          | 16º posto in Pro A  |
| Strasburgo       | dettagli | Strasburgo       | Rhénus Sport                    | 10º posto in Pro A  |

## Allenatori e primatisti
| Squadra          | Allenatore         | Capitano | Cestista più presente        | Miglior marcatore                       |
| ---------------- | ------------------ | -------- | ---------------------------- | --------------------------------------- |
| Boulazac         | Thomas Andrieux    | ...      | 6 giocatori (6)              | Benjamin Sene (77)                      |
| Metropolitans 92 | Jure Zdovc         | ...      | 6 giocatori (9)              | Anthony Brown (113)                     |
| Bourg-en-Bresse  | Savo Vučević       | ...      | 7 giocatori (8)              | Danilo Anđušić (137)                    |
| Élan Chalon      | Julien Espinosa    | ...      | 5 giocatori (8)              | Myles Hesson (96)                       |
| Châlons-Reims    | Cédric Heitz       | ...      | 6 giocatori (8)              | Jalen Adams (142)                       |
| Cholet           | Erman Kunter       | ...      | 4 giocatori (8)              | Michael Stockton (135)                  |
| Digione          | Laurent Legname    | ...      | 6 giocatori (10)             | David Holston (129)                     |
| BCM Gravelines   | Serge Crevecoeur   | ...      | 3 giocatori (8)              | Corey Davis (77)                        |
| Le Mans          | Elric Delord       | ...      | 5 giocatori (7)              | Ovie Soko (118)                         |
| Le Portel        | Éric Girard        | ...      | 5 giocatori (8)              | MiKyle McIntosh (97)                    |
| Limoges CSP      | Mehdy Mary         | ...      | 6 giocatori (8)              | Jerry Boutsiele Nicolas Lang (123)      |
| ASVEL            | T.J. Parker        | ...      | David Lighty Norris Cole (8) | Allerik Freeman (93)                    |
| Monaco           | Zvezdan Mitrović   | ...      | 7 giocatori (7)              | Marcos Knight (92)                      |
| Nanterre 92      | Pascal Donnadieu   | ...      | 8 giocatori (7)              | Chris Warren (109)                      |
| Orléans          | Germain Castano    | ...      | 5 giocatori (7)              | LaMonte Ulmer Darius Johnson-Odom (112) |
| Pau-Lacq-Orthez  | Laurent Vila       | ...      | 6 giocatori (9)              | Shannon Evans (109)                     |
| Roanne           | Jean-Denys Choulet | ...      | 5 giocatori (7)              | Ronald March (86)                       |
| Strasburgo       | Lassi Tuovi        | ...      | 7 giocatori (9)              | Bonzie Colson (175)                     |

## Stagione regolare

### Classifica
Classifica aggiornata al 19 giugno 2021
|  | Pos. | Squadra                             | %V   | G  | V  | P  | PtF  | PtS  | Diff. |
|  | ---- | ----------------------------------- | ---- | -- | -- | -- | ---- | ---- | ----- |
|  | 1.   | Digione                             | 79.4 | 34 | 27 | 7  | 2762 | 2539 | +223  |
|  | 2.   | ASVEL Lyon-Villeurbanne             | 79.4 | 34 | 27 | 7  | 3083 | 2655 | +428  |
|  | 3.   | Strasburgo                          | 70.6 | 34 | 24 | 10 | 2814 | 2698 | +116  |
|  | 4.   | Monaco                              | 70.6 | 34 | 24 | 10 | 2834 | 2594 | +240  |
|  | 5.   | Bourg-en-Bresse                     | 64.7 | 34 | 22 | 12 | 2910 | 2729 | +181  |
|  | 6.   | Metropolitans 92 Boulogne-Levallois | 58.8 | 34 | 20 | 14 | 2730 | 2626 | +104  |
|  | 7.   | Le Mans                             | 55.9 | 34 | 19 | 15 | 2909 | 2870 | +39   |
|  | 8.   | Orléans                             | 55.9 | 34 | 19 | 15 | 2891 | 2732 | +159  |
|  | 9.   | Limoges                             | 50   | 34 | 17 | 17 | 2583 | 2664 | -81   |
|  | 10.  | Nanterre 92                         | 50   | 34 | 17 | 17 | 2849 | 2807 | +42   |
|  | 11.  | Pau-Lacq-Orthez                     | 47.1 | 34 | 16 | 18 | 2753 | 2819 | -66   |
|  | 12.  | Châlons-Reims                       | 38.2 | 34 | 13 | 21 | 2754 | 2896 | -142  |
|  | 13.  | Le Portel                           | 38.2 | 34 | 13 | 21 | 2489 | 2751 | -262  |
|  | 14.  | Cholet                              | 35.3 | 34 | 12 | 22 | 2815 | 2842 | -27   |
|  | 15.  | Gravelines Dunkerque                | 32.4 | 34 | 11 | 23 | 2571 | 2863 | -292  |
|  | 16.  | Roanne                              | 32.4 | 34 | 11 | 23 | 2712 | 2836 | -124  |
|  | 17.  | Chalon Saône                        | 29.4 | 34 | 10 | 24 | 2771 | 2961 | -190  |
|  | 18.  | Boulazac                            | 11.8 | 34 | 4  | 30 | 2629 | 2977 | -348  |

      Campione di Francia.
      Ammesse ai playoff scudetto.
      Retrocesse in Pro B
  Vincitrice del campionato francese
  Vincitrice della Coppa di Francia 2021
In caso di parità tra due squadre si considera la differenza canestri degli scontri diretti, in caso di scarto nullo si considera il coefficiente canestri (PF/PS). In caso di parità fra tre o più squadre si procede al calcolo della classifica avulsa, prendendo in considerazione come primo elemento il totale degli scontri diretti tra le squadre interne alla classifica avulsa, in caso di parità interna tra due squadre si prosegue con le regole per la parità tra due squadre.
Note:

### Tabellone
|                           | BOU    | MBL   | BEB     | ECS   | CHR   | CHL    | DIG   | GRA   | LMA   | LPO    | LIM   | ASV   | MON   | NAN   | ORL   | PAU   | ROA   | STR   |
| ------------------------- | ------ | ----- | ------- | ----- | ----- | ------ | ----- | ----- | ----- | ------ | ----- | ----- | ----- | ----- | ----- | ----- | ----- | ----- |
| Boulazac                  |        | -     | -       | -     | -     | -      | 76–86 | -     | -     | 70–71  | -     | -     | 71–77 | -     | -     | -     | -     | -     |
| Met.92 Boulogne-Levallois | 98–79  |       | 76–79   | -     | -     | 72–68  | -     | 89–57 | -     | -      | 82–76 | -     | -     | 73–67 | -     | 84–77 | -     | -     |
| Bourg-en-Bresse           | -      | -     |         | -     | -     | -      | -     | -     | 98–78 | -      | -     | -     | -     | -     | -     | -     | 80–63 | -     |
| Élan Chalon Saône         | -      | -     | -       |       | -     | -      | -     | -     | -     | -      | -     | 85–75 | -     | -     | 83–80 | 76–78 | 80–85 | 54–76 |
| Châlons-Reims             | -      | -     | -       | 78–87 |       | -      | -     | -     | -     | -      | -     | 73–85 | -     | 74–83 | -     | -     | -     | -     |
| Cholet                    | -      | -     | -       | 91–73 | -     |        | 83–73 | -     | -     | -      | -     | 73–82 | -     | -     | -     | -     | -     | -     |
| Digione                   | -      | -     | 80–71   | -     | 87–72 | -      |       | -     | -     | -      | -     | 81–74 | -     | -     | -     | 87–71 | -     | -     |
| BCM Gravelines            | -      | -     | -       | -     | 84–80 | 100–96 | 67–81 |       | -     | -      | 65–77 | -     | -     | -     | -     | -     | 77–43 | -     |
| Le Mans                   | -      | 95–88 | -       | -     | 84–87 | -      | -     | 69–64 |       | -      | 91–68 | -     | -     | -     | -     | -     | -     | 97–79 |
| Le Portel                 | -      | -     | -       | -     | 78–76 | -      | 65–73 | -     | -     |        | -     | -     | -     | 78–75 | 85–84 | -     | -     | -     |
| Limoges CSP               | -      | -     | 74–72   | -     | -     | -      | -     | -     | -     | 91–68  |       | -     | -     | 76–85 | -     | -     | -     | -     |
| ASVEL                     | -      | -     | 102–104 | -     | -     | -      | -     | 96–68 | -     | 101–66 | -     |       | -     | -     | 93–83 | -     | -     | -     |
| Monaco                    | -      | 62–72 | -       | 90–60 | -     | -      | 70–62 | -     | -     | -      | 86–59 | -     |       | -     | -     | -     | 86–61 | -     |
| Nanterre 92               | -      | -     | 82–95   | -     | -     | 76–80  | -     | -     | -     | -      | -     | -     | -     |       | -     | -     | -     | 89–80 |
| Orléans                   | -      | -     | -       | -     | 99–79 | 101–63 | -     | -     | -     | -      | -     | -     | -     | -     |       | 85–75 | -     | -     |
| Pau-Lacq-Orthez           | 89–60  | -     | -       | -     | -     | -      | -     | -     | 90–81 | -      | -     | -     | 86–90 | -     | -     |       | -     | -     |
| Roanne                    | -      | -     | 76–83   | -     | -     | 96–88  | 81–91 | -     | -     | -      | -     | -     | -     | -     | -     | -     |       | -     |
| Strasburgo                | 100–84 | -     | -       | -     | -     | -      | -     | -     | -     | 83–94  | 66–74 | -     | -     | -     | 97–91 | 94–71 | -     |       |

## Play-off
|  | Quarti di finale | Quarti di finale | Quarti di finale |       |            | Semifinali | Semifinali | Semifinali |  |  | Finali | Finali  | Finali |
|  |                  |                  |                  |       |            |            |            |            |  |  |        |         |        |
|  | 1                | Digione          | 83               |       |            |            |            |            |  |  |        |         |        |
|  | 8                | Orléans Loiret   | 59               |       |            |            |            |            |  |  |        |         |        |
|  | 8                | Orléans Loiret   | 59               |       | 1          | Digione    | 79         |            |  |  |        |         |        |
|  |                  |                  |                  |       | 1          | Digione    | 79         |            |  |  |        |         |        |
|  |                  | 4                | Monaco           | 68    |            |            |            |            |  |  |        |         |        |
|  | 4                | 4                | Monaco           | 68    | Monaco     | 91         |            |            |  |  |        |         |        |
|  | 4                |                  |                  |       | Monaco     | 91         |            |            |  |  |        |         |        |
|  | 5                | Bourg-en-Bresse  | 72               |       |            |            |            |            |  |  |        |         |        |
|  |                  |                  |                  |       |            |            |            |            |  |  | 1      | Digione | 74     |
|  |                  |                  | 2                | ASVEL | 87         |            |            |            |  |  |        |         |        |
|  | 2                | ASVEL            | 97               |       |            |            |            |            |  |  |        |         |        |
|  | 7                | Le Mans          | 79               |       |            |            |            |            |  |  |        |         |        |
|  | 7                | Le Mans          | 79               |       | 2          | ASVEL      | 83         |            |  |  |        |         |        |
|  |                  |                  |                  |       | 2          | ASVEL      | 83         |            |  |  |        |         |        |
|  |                  | 3                | Strasburgo       | 67    |            |            |            |            |  |  |        |         |        |
|  | 3                | 3                | Strasburgo       | 67    | Strasburgo | 79         |            |            |  |  |        |         |        |
|  | 3                |                  |                  |       | Strasburgo | 79         |            |            |  |  |        |         |        |
|  | 6                | Metropolitans 92 | 68               |       |            |            |            |            |  |  |        |         |        |

## Premi e riconoscimenti
- MVP del campionato:  Bonzie Colson, Strasburgo
- MVP finali:  David Lighty, ASVEL
- Allenatore dell'anno:  Zvezdan Mitrović, Monaco
- Miglior giovane:  Victor Wembanyama, Nanterre 92
- Miglior difensore:  Moustapha Fall, ASVEL
- Miglior marcatore:  Danilo Anđušić, Bourg-en-Bresse
- Sesto uomo dell'anno:  Pierre Pelos, Bourg-en-Bresse

## Squadre francesi nelle competizioni europee
| Squadra    | Competizione | Andamento         |
| ---------- | ------------ | ----------------- |
| LDLC ASVEL | Euroleague   | Stagione regolare |

| Squadra          | Competizione | Andamento |
| ---------------- | ------------ | --------- |
| Metropolitans 92 | Eurocup      | Top 16    |
| Bourg-en-Bresse  | Eurocup      | Top 16    |
| Monaco           | Eurocup      | Top 16    |
| Nanterre 92      | Eurocup      | Top 16    |

| Squadra    | Competizione     | Andamento         |
| ---------- | ---------------- | ----------------- |
| Cholet     | Champions League | Stagione regolare |
| Limoges    | Champions League | Stagione regolare |
| Digione    | Champions League | Stagione regolare |
| Strasburgo | Champions League | Stagione regolare |

- Grassetto – Ancora in gara.